# آبه‌نو، اوساکا

بخش آبه‌نو، اوساکا

بخش آبه‌نو، اوساکا (به ژاپنی: Abeno-ku, Osaka) یکی از مناطق ۲۴ گانه اوساکا در ژاپن است. جمعیت آن بیش از ۶۰٬۰۸۵ نفر است.